# Цветочные часы
Цвето́чные часы́, также Часы́ Фло́ры — декоративные часы из набора травянистых растений, цветки которых распускаются и закрываются в определённое время суток.
Впервые цветочные (листовые) часы были составлены в Уппсале Карлом Линнеем. Цветочные часы из тех растений, которые использовал Линней, называют «цветочными часами Линнея».
Для каждой местности должны составляться свои цветочные часы, так как время цветения, то есть открытие и закрытие цветков, в разных местностях происходят не в один и тот же час; оно либо запаздывает, либо наступает раньше. Прямые наблюдения показали, что, например, в Инсбруке происходит запаздывание раскрытия растений из цветочных часов Линнея на 1—2 часа, а закрывание запаздывает на 1—6 часов. Чтобы составить цветочные часы, следует произвести многолетние наблюдения над множеством растений и выбрать из них такие, цветение которых совершается в наиболее определённое время.

## Цветочные часы Линнея
| Утро       | |             |  |
| ---------- | --- | ----------- |  |
| 3—5 часов  | Козлобородник луговой (Tragopogon pratensis) | открывается |  |
| 4—5        | Цикорий обыкновенный (Cichorium intybus), Горчак (Picris hieracioides), Шиповник                                                                   | открываются |  |
| 5          | Лилейник буро-жёлтый (Hemerocallis fulva), Мак голостебельный (Papaver nudicaule), Осот огородный (Sonchus oleraceus)                              | открываются |  |
| 5—6        | Череда трёхраздельная (Bidens tripartita), Одуванчик лекарственный (Taraxacum officinale)                                                          | открываются |  |
| 6          | Ястребинка зонтичная (Hieracium umbellatum), Пазник метельчатый (Hypochaeris maculata)                                                             | открываются |  |
| 6—7        | Ястребинка волосистая (Hieracium pilosella), Осот полевой (Sonchus arvensis)                                                                       | открывается |  |
| 7          | Венечник ветвистый (Anthericum ramosum), Латук посевной (Lactuca sativa), Кульбаба щетинистая (Leontodon hispidus), Кувшинка белая (Nymphaea alba) | открываются |  |
| 7—8        | Мезембриантемум бородатый (Mesembryanthemum barbatum)                                                                                              | открывается |  |
| 8          | Anagallis arvensis, Petrorhagia prolifera [syn. Dianthus prolifer], Hieracium auricula, Вьюнок                                                     | открываются |  |
| 8—10       | Одуванчик лекарственный (Taraxacum officinale) | закрывается |  |
| 9          | Календула полевая (Calendula arvensis), Гвоздика полевая                                                                                           | открывается |  |
| 9—10       | Arenaria rubra (Spergularia rubra) | открывается |  |
| 9—10       | Козлобородник луговой (Tragopogon pratensis) | закрывается |  |
| 10         | Цикорий обыкновенный (Cichorium intybus), Lactuca sativa, Осот огородный (Sonchus oleraceus)                                                       | закрываются |  |
| 10—11      | Mesembryanthemum crystallinum | открывается |  |
| 11         | Crepis alpina | закрывается |  |
| 11—12      | Осот полевой (Sonchus arvensis) | закрывается |  |
| 12         | Календула полевая (Calendula arvensis) | закрывается |  |
| Пополудни  | |             |  |
| 1 час      | Petrorhagia prolifera [syn. Dianthus prolifer] | закрывается |  |
| 1—2        | Crepis rubra | закрывается |  |
| 2          | Hieracium auricula | закрывается |  |
| 2—3        | Arenaria rubra | закрывается |  |
| 2—4        | Mesembryanthemum crystallinum | закрывается |  |
| 3          | Кульбаба щетинистая (Leontodon hispidus) | закрывается |  |
| 3—4        | Венечник ветвистый (Anthericum ramosum), Ястребинка волосистая (Hieracium pilosella)                                                               | закрывается |  |
| 4          | Alyssum utriculatum | закрывается |  |
| 4—5        | Hypochaeris maculata | закрывается |  |
| 5          | Ястребинка зонтичная (Hieracium umbellatum), Кувшинка белая (Nymphaea alba), Незабудка                                                             | закрывается |  |
| Вечер      | |             |  |
| 6 часов    | Geranium triste | открывается |  |
| 7          | Мак голостебельный (Papaver nudicaule) | закрывается |  |
| 7—8        | Лилейник буро-жёлтый (Hemerocallis fulva), Шиповник                                                                                                | закрывается |  |
| Ночь       | |             |  |
| 9          | Кислица | закрывается |  |
| 9—10 часов | Celenicereus grandiflorus, Silene noctiflora | открывается |  |
| 12         | Celenicereus grandiflorus | закрывается |  |

## Механические цветочные часы
Подбор растений для настоящих цветочных часов — занятие кропотливое. Не всегда оно увенчается успехом. Уже с конца XIX века настоящие цветочные часы всё чаще заменялись чисто декоративными композициями на основе механических часов с цветочным фоном или декоративными элементами, созданными из цветущих или декоративно-лиственных растений.
| |  |  |  |
| Механические цветочные часы в Синдзюку (Япония), Женеве (Швейцария), Харькове (Украина), Киеве (Украина) |  |  |  |